# Evelyn Brent

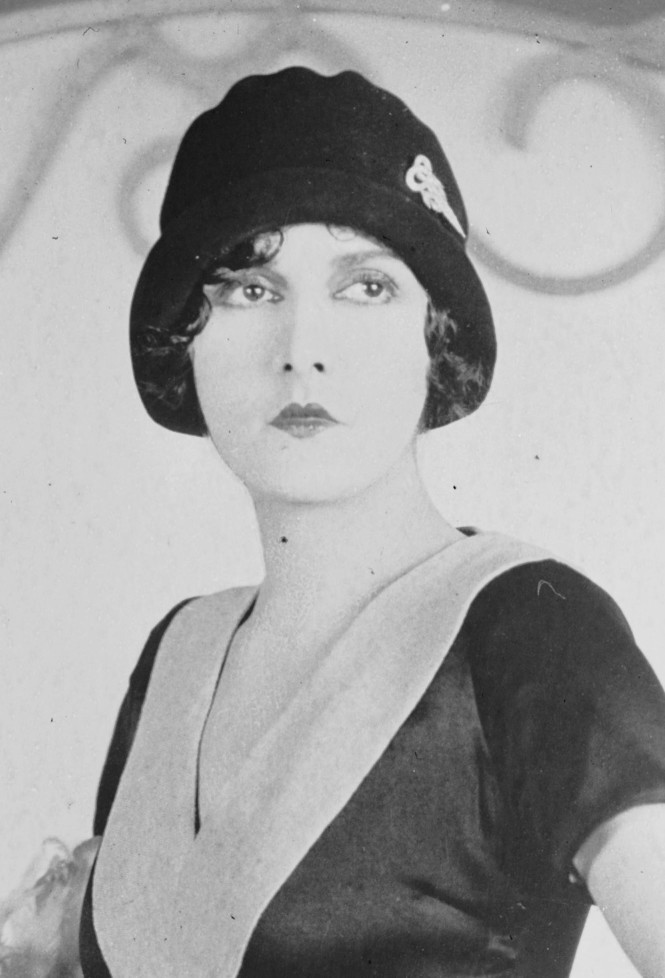
Evelyn Brent

Evelyn Brent (* 20. Oktober 1895 oder 1899 in Tampa, Florida; † 4. Juni 1975 in Los Angeles, Kalifornien; eigentlich: Mary Elizabeth Riggs) war eine US-amerikanische Schauspielerin der Stummfilmzeit.

## Karriere
Die Schauspielerin begann schon als Teenager in Filmen aufzutreten und übernahm seit 1916 bereits Hauptrollen. 1917 trat sie neben John Barrymore in Raffles the Amateur Cracksman auf. Nach einigen Filmen in England Anfang der 1920er kehrte sie 1922 mit einem mehrjährigen Vertrag nach Hollywood zurück. Sie wurde eine beliebte Darstellerin in B-Filmen (bei FBO) und übernahm gelegentlich auch die Hauptrolle in A-Produktionen, hauptsächlich bei Paramount Pictures. 1923 wurde sie zu einem der WAMPAS Baby Stars gekürt.
Es war Josef von Sternberg, der Brent durch die Rolle der Prostituierten Feathers in Unterwelt von 1927 und Sein letzter Befehl aus dem Folgejahr den Aufstieg zu einem Topstar ebnete. Das Studio setzte die Schauspielerin in dem ersten selbstproduzierten 100 %-Tonfilm Interference ein, doch insgesamt beendete der Umbruch zum Tonfilm die vielversprechenden Ansätze. Paramount kündigte den Vertrag mit Brent, die daraufhin die restlichen Jahre in Billigproduktionen, vorzugsweise bei RKO, zubrachte. Nach etlichen Nebenrollen in B-Filmen drehte sie im Jahr 1950 ihren letzten Film und kehrte nur noch für einen Gastauftritt in der Westernserie Wagon Train vor die Kamera zurück.
Am 8. Februar 1960 wurde ihr ein Stern auf dem Hollywood Walk of Fame verliehen, Höhe 6548 Hollywood Blvd. Brent war dreimal verheiratet; nach zwei geschiedenen Ehen mit Produzenten war sie von 1948 bis zu dessen Tod 1959 mit dem Bühnenschauspieler Harry Fox verheiratet. Sie erlag im Juni 1975 einem Herzinfarkt.

## Filmografie (Auswahl)
- 1914: A Gentleman from Mississippi
- 1915: When Love Laughs
- 1915: The Shooting of Dan McGrew
- 1915: The Heart of a Painted Woman
- 1916: The Spell of the Yukon
- 1916: The Lure of Heart’s Desire
- 1917: Raffles, the Amateur Cracksman
- 1919: Fool's Gold
- 1919: The Glorious Lady
- 1921: Laughter and Tears
- 1922: Trapped by the Mormons
- 1922: Spanisches Blut (The Spanish Jade)
- 1924: Der Schatten des Ostens (The Shadow of the Desert)
- 1924: The Arizona Express
- 1924: The Cyclone Rider
- 1925: Midnight Molly
- 1926: Love 'Em and Leave 'Em
- 1927: Unterwelt (Underworld)
- 1928: Sein letzter Befehl (The Last Command)
- 1928: Der weiße Harem (Beau Sabreur)
- 1928: Interference
- 1928: Der Maharadscha von Domelanien (His Tiger Wife)
- 1928: Polizei (The Drag Net)
- 1929: Broadway
- 1930: Paramount-Parade (Paramount on Parade)
- 1930: Madonna of the Streets
- 1931: Traveling Husbands
- 1932: Ein ausgefuchster Gauner (High Pressure)
- 1932: Der Henker von New York (Attorney for the Defense)
- 1936: Aufruhr in Mesa Grande (Hopalong Cassidy Returns)
- 1937: Jungle Jim (Serial)
- 1937: Unter Mordverdacht (Night Club Scandal)
- 1938: Mr. Wong, Detective
- 1939: The Mad Empress
- 1941: Die Wölfe von Kansas (Wide Open Town)
- 1943: The Seventh Victim
- 1947: Der Rächer von Monterey (Robin Hood of Monterey)
- 1948: Stage Struck
- 1948: The Golden Eye
- 1950: Again... Pioneers
- 1960: Wagon Train (Fernsehserie, Folge The Lita Foladaire Story)